# Dolby Theatre
Het Dolby Theatre is een theater annex bioscoop in Hollywood, waar jaarlijks de Academy Awards uitgereikt worden. Tot februari 2012 was de naam van het gebouw Kodak Theatre.
Het in 2001 geopende theater is speciaal voor de Oscar-uitreiking ontworpen. Het heeft 3.400 zitplaatsen en heeft het grootste podium van de Verenigde Staten, terwijl de erachter gelegen ruimte plaats biedt aan 1.500 journalisten. De bouw is door Kodak gesponsord met 75 miljoen dollar, waarmee het het recht van de naam van het theater verwierf. Nadat de firma Kodak in moeilijkheden kwam werd tijdens de 84ste Oscaruitreiking het theater tijdelijk het "Hollywood and Highland Center" genoemd. In de loop van 2012 kreeg het theater de naam "Dolby Theatre" met als hoofdsponsor Dolby Laboratories, Inc.